# Guerre ottomane in Asia

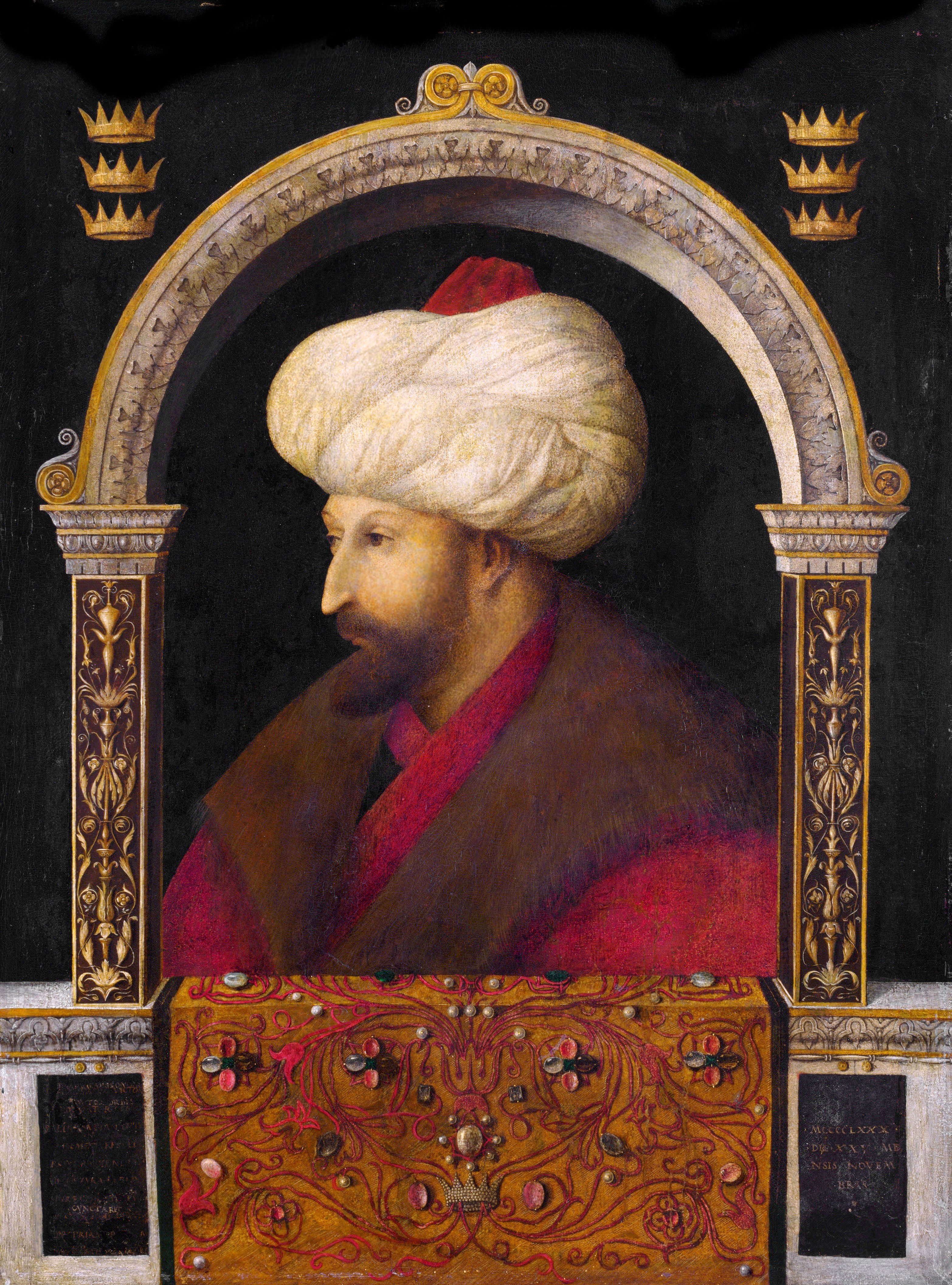
Maometto II il Conquistatore

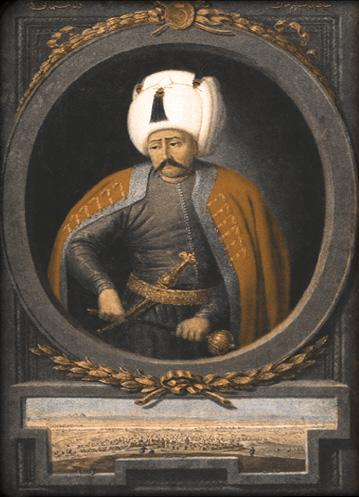
Selim I il Risoluto

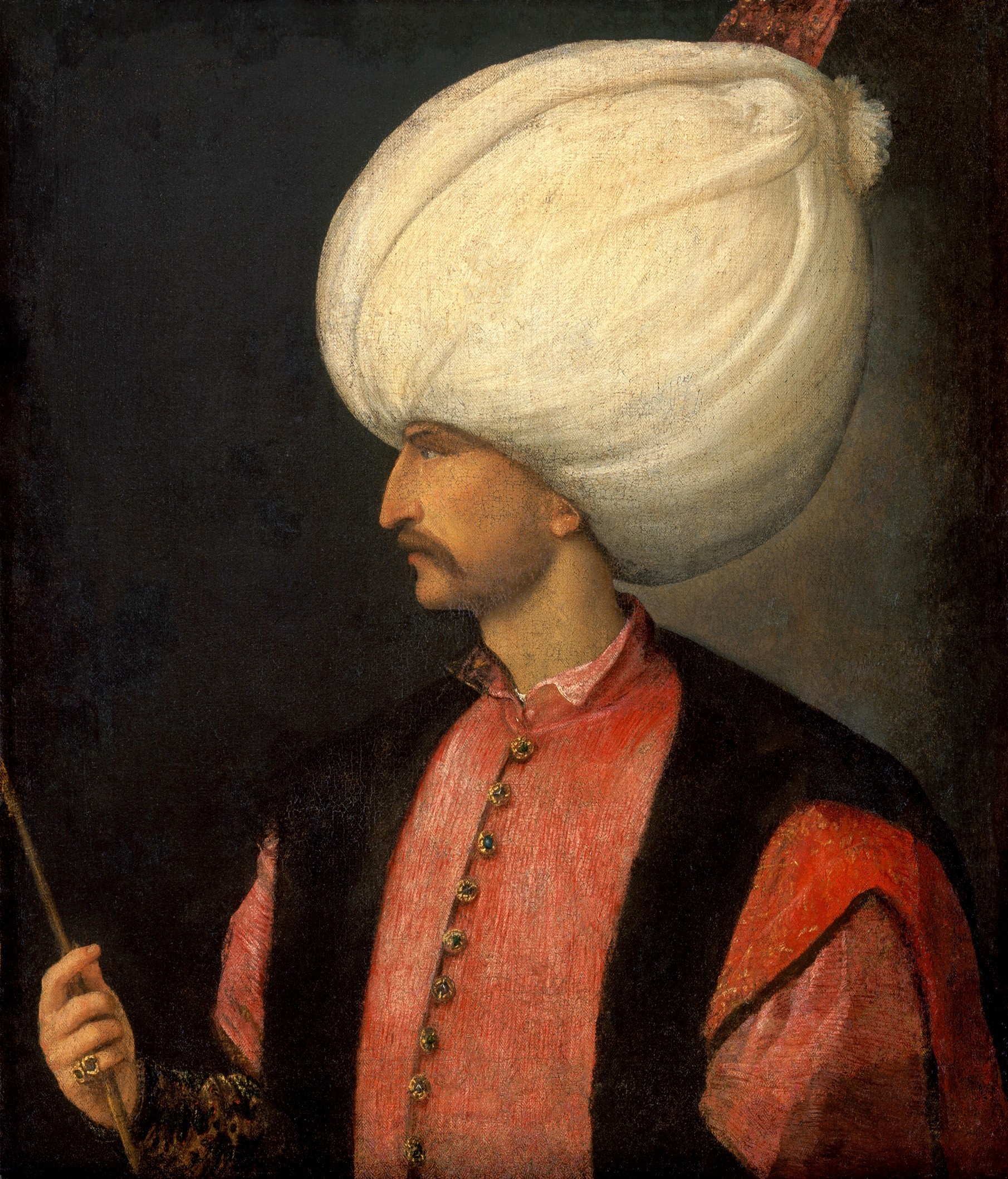
Solimano I il Magnifico

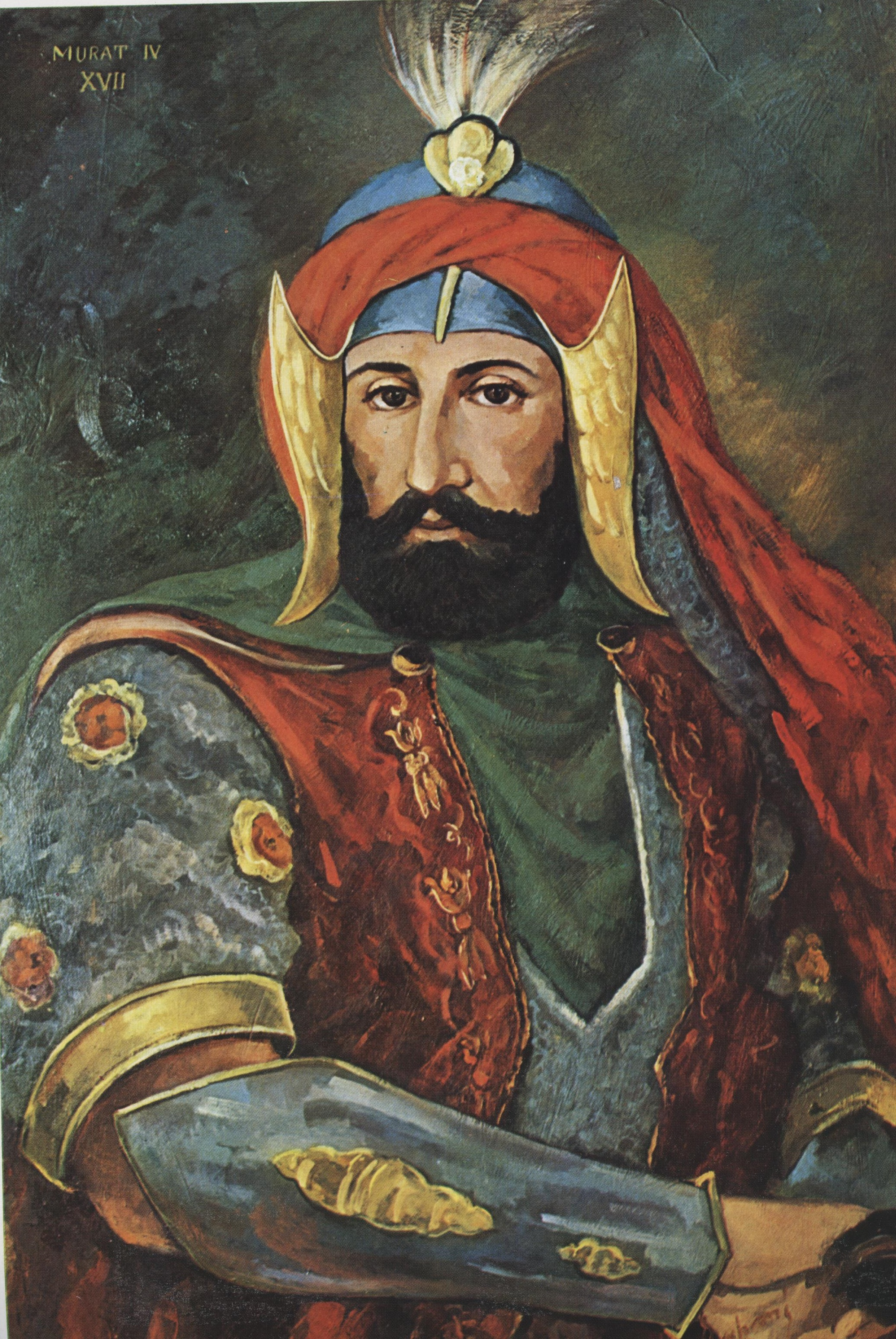
Murad IV

Le guerre ottomane in Asia si riferiscono alle guerre che coinvolgono l'Impero ottomano in Asia. L'impero ottomano fu fondato all'inizio del XIV secolo. Il suo nucleo originario era nell'Anatolia nord-occidentale (la parte asiatica dell'odierna Turchia) dove era un piccolo beilicato (principato). Il suo principale rivale era l'impero bizantino. Nel 1350 gli ottomani riuscirono ad attraversare lo stretto dei Dardanelli e alla fine conquistarono la maggior parte dei Balcani. Anche se concentrarono le loro espansioni principalmente in Europa, estesero anche i loro territori in Asia, principalmente nella Mezzaluna Fertile e nella penisola arabica.

## Guerre contro altri beilicati
Nei primi anni del XIV secolo vi erano numerosi beilicato turchi in Anatolia. Il primo sultano ottomano (allora noto come bey) Osman I fu attento a non provocare i beilicati vicini. Il secondo sultano Orhan fu il primissimo sovrano ottomano che fu impegnato in una guerra contro altri beilicati. Egli interferì in una guerra civile in Karasi, un altro beilicato a sud di quello ottomano e annesse il territorio dei Karasidi.  Suo figlio Murad I stabilì l'egemonia sulla maggior parte dei beilicati in Anatolia principalmente con la diplomazia (dote, acquisizioni, ecc.). Bayezid I continuò la politica di espansione con metodi più duri. Alla fine del XIV secolo la maggior parte dei beilicati furono incorporati nel regno ottomano. Tuttavia, nel 1402, Beyazıd fu sconfitto da Tamerlano, un conquistatore turco del Turkestan nella battaglia di Ancyra e i beiliccati appena annessi (a eccezione di Karasi) riconquistarono la loro indipendenza. Durante i regni di Maometto I, Murad II e Maometto II (il Conquistatore), gli ottomani riconquistarono tutti i beilicati a eccezione di due, che erano i vassalli dell'Impero mamelucco in Egitto.

## Guerre contro i principati cristiani in Anatolia
Durante l'espansione ottomana, i territori cristiani più importanti erano tre. Il Regno armeno di Cilicia in Çukurova (Cilicia nel sud della Turchia) che fu conquistata dai Mamelucchi d'Egitto nel 1375 e Smirne, facente parte nei territori dei Cavalieri Ospitalieri, che fu conquistata da Tamerlano nel 1402. Tamerlano consegnò Smirne al Beilicato di Aydin, che in seguito fu conquistato dagli ottomani. L'Impero di Trebisonda nella regione orientale del Mar Nero fu conquistato da Maometto II nel 1461. C'erano anche alcuni forti cristiani (Repubblica di Genova, Repubblica di Venezia), alcuni dei quali erano alleati con il Beilicato di Karaman. Con la conquista ottomana di Karaman, il beilicato più importante durante il regno di Maometto II, anche questi forti caddero sotto l'Impero ottomano.

## Guerre contro i turcomanni nell'Anatolia orientale
Verso la fine del XIV secolo l'est dell'Anatolia centrale era sotto l'egemonia di un leader oghuz di nome Kadı Burhaneddin. Bayezid cercò di conquistare il suo territorio senza successo. Dopo la sua morte e il dominio timuride di breve durata del XV secolo, le tribù turche nell'est furono unite in una confederazione tribale chiamata Ak Koyunlu (dal turco per "pecora bianca"). Nel 1473, Maometto II sconfisse il sultano di Ak Koyunlu Uzun Hasan nella battaglia di Otlukbeli. Dopo questa battaglia tutta l'Anatolia centrale e parti dell'Anatolia orientale divennero possedimenti ottomani.

## Guerre contro l'Egitto mamelucco
L'Egitto era sotto il dominio di una casta militare, i mamelucchi. I mamelucchi erano originariamente turchi e circassi. Gli ottomani non furono in grado di sconfiggere i mamelucchi negli scontri iniziali durante il regno di Beyazid II. Tuttavia i mamelucchi sostenevano la Persia safavide contro gli ottomani e questo diede al sultano ottomano Selim I (il Risoluto) la causa necessaria per intraprendere una guerra contro l'Egitto. Il suo gran visir Hadim Sinan Pascià sconfisse il beilicato dei Dulqadiridi nel sud-est dell'Anatolia, un vassallo mamelucco nel 1516. Il  beilicato di Ramazan, l'altro vassallo mamelucco in Çukurova (Cilicia) accettò volontariamente la sovranità ottomana. Durante la lunga campagna di Selim in Egitto nel 1516-1518, i mamelucchi furono sconfitti tre volte: nella battaglia di Marj Dabiq, nella battaglia di Khan Yunis e nella battaglia di al-Raydaniyya (la prima e la terza comandate personalmente da Selim e la seconda da Hadim Sinan Pascià). Siria, Palestina, Giordania e Libano così come l'Egitto passarono sotto il dominio ottomano. La regione dell'Hegiaz (nell'attuale Arabia Saudita ) accettò volontariamente la sovranità ottomana.

## Guerre contro la Persia safavide
Dopo la morte di Uzun Hasan di Ak Koyunlu, Ismail I della dinastia safavide ottenne il controllo della Persia e dell'Anatolia orientale. Le differenze settarie tra i due stati portarono a una guerra. Nel 1514 Selim I sconfisse l'esercito persiano nella battaglia di Cialdiran e annesse la maggior parte dell'Anatolia orientale. La guerra continuò durante il regno di Solimano I, con campagne condotte contro la Persia nel 1534-1535, 1548-1549 e 1553-1555. La guerra terminò con il Trattato di Amasya nel 1555. L'Anatolia orientale e l'Iraq centrale e settentrionale divennero parte dell'Impero ottomano, mentre il sud dell'Iraq cadde volontariamente sotto la sovranità ottomana.
Gli ottomani annessero la maggior parte dell'Iran occidentale e del Caucaso con il Trattato di Ferhat Pascià alla fine della rinnovata guerra del 1578-1590 durante il regno di Murad III. Tuttavia dopo l'attacco di Shah Abbas di Persia, dovettero abbandonare le loro conquiste del 1590 con il Trattato di Nasuh Pasha nel 1612 durante il regno di Ahmed I. Nel 1623, i persiani conquistarono anche Baghdad nel mezzo dell'Iraq, ma Murad IV riconquistò la città nel 1639. Alla fine della guerra l'attuale confine occidentale dell'Iran fu tracciato dal Trattato di Zuhab.

## Ulteriori guerre persiane
Durante le dinastie persiane Afsharide e Qajar, gli ottomani combatterono contro la Persia numerose volte con cambiamenti relativamente piccoli nei territori conquistati e persi tranne durante il regno di Nader Shah, quando vasti territori furono abbandonati alla Persia ma recuperati alla sua morte. Alla fine delle guerre, con l'ultima terminata nel 1823, la linea di confine tracciata fu pressoché uguale a quella del Trattato di Zuhab (le attuali linee di confine Turchia-Iran e Iraq-Iran).

## Guerre navali nell'Oceano Indiano
Nel 1538 Solimano I inviò una flotta nell'Oceano Indiano. Sebbene Hadım Suleiman Pascià, il capitano della marina non fosse riuscito a catturare alcuna testa di ponte in India, conquistò Aden e la maggior parte dello Yemen. Pochi anni dopo, una marina portoghese cercò di dominare nel Mar Rosso dopo il ritorno di Süleyman Pasha. Tuttavia il capitano ottomano Piri Reìs (un importante cartografo del XVI secolo) sconfisse la marina e ripristinò il dominio ottomano nel Mar Rosso nel 1548. Nel 1552 conquistò Mascate e le coste meridionali della penisola arabica. Successivamente catturò anche piccoli forti nel Golfo Persico. Il dominio ottomano sulla maggior parte della penisola arabica continuò fino al XX secolo.

## Guerre napoleoniche
Il generale francese Napoleone Bonaparte invase l'Egitto nel 1798 e cercò di annettere anche la Palestina. Catturò facilmente Giaffa. Il suo obiettivo successivo fu Acri (oggi nel nord di Israele) poiché la città controllava la rotta tra la Siria e l'Egitto. Ma dopo l'ostinata difesa della città sotto il governatore Cezzar Ahmet Pascià dovette ritirarsi.

## Conseguenze
Dopo il Trattato di Zuhab nel 1638, l'Impero ottomano riuscì a mantenere i territori asiatici fino al XX secolo, ad eccezione dei controversi territori delle coste meridionali e orientali della penisola arabica. Nei primi anni del XX secolo la questione principale fu la ribellione nello Yemen, che fu domata. L'impero ottomano combatté contro gli alleati nella prima guerra mondiale e fu sconfitto. Secondo l' armistizio di Mudros, l'Impero ottomano accettava la perdita di tutti i territori della penisola arabica, della Siria, della Palestina, della Giordania, del Libano e della maggior parte dell'Iraq. Sebbene la Turchia e il nord dell'Iraq fossero ancora sotto il dominio ottomano, presto gli alleati occuparono la costa mediterranea e il nord dell'Iraq. Offrirono anche la costa dell'Egeo (così come la Tracia) alla Grecia e l'Anatolia orientale all'Armenia di nuova costituzione dal Trattato di Sèvres. Tuttavia il trattato divenne inefficace durante la guerra d'indipendenza turca. Alla fine della guerra l'Impero ottomano cessò di esistere nel 1922. La Repubblica turca appena costituita mantenne le coste del Mediterraneo e dell'Egeo, nonché l'Anatolia orientale con il trattato di Losanna.